# Thé des Alpes
Thé des Alpes est un nom vernaculaire de plantes à fleurs ambigu. Il peut faire référence à:
- Dryas octopetala, plante encore appelée Dryade à huit pétales, de la famille des Rosaceae
- Sideritis hyssopifolia, plante encore appelée Crapaudine des Alpes, de la famille des Lamiaceae